# Deja Vu (песня Инны)
«Deja Vu» (с англ. — «Дежавю») — сингл румынских исполнителей Боба Тейлора и Инны с её дебютного студийного альбома Hot (2009). Выпущенный в июне 2009 года, он был написан и спродюсирован участниками Play & Win. В музыкальном плане сингл относится к танцевальному жанру и изначально содержал вокал румынской певицы Алессии. Однако после ссоры из-за компенсации между Тейлором и ею песня была передана Инне, хотя ранняя версия уже была выпущена.

При премьере новой версии «Deja Vu» Тейлор и Инна выбрали псевдонимы, прежде чем раскрыть свои личности позже. Для сопровождения сингла в клубе в Нептуне, Румыния, был снят музыкальный клип Томом Боксером, и изначально в нём не было Инны, пока другая версия визуального ряда не показала её в Турции. С коммерческой точки зрения запись имела успех в европейских странах, попав в первую десятку чартов в Греции, Содружестве Независимых Государств, Франции и Румынии и других странах. «Deja Vu» получила золотой сертификат от Голландской ассоциации производителей и импортеров носителей изображения и звука (NVPI) за продажу более 10 000 копий в Нидерландах.

## Клип
Сопутствующий музыкальный видеоклип для «Deja Vu» был снят Томом Боксером в клубе в Нептуне, Румыния, в июне 2009 года. Он был снят в период спора Алессии и Кроитору по поводу компенсации, и Инна изначально не появлялась в нем, прежде чем была выпущена другая версия 7 ноября 2009 года, включающая кадры певицы в Турции. Визуальный ряд начинается с того, что стакан падает на черном фоне и разбивается, а затем замечается Тейлор, тусующийся в клубе. После этого фокус переключается на стриптизёрш и группу тусовщиков. Затем девушка в оранжевом платье ходит по клубу, в конечном итоге привлекая внимание мужчины, сидя за барной стойкой и наблюдая за мужчиной, смешивающим напитки. После того, как группа людей, включая мужчин в масках, продолжает выступать под трек, клип заканчивается кадром белой футболки с неизвестной синей фигурой на ней. Сцены, перемежающиеся в основном клипе, показывают Инну, позирующую в купальнике во время поездки на корабле, кадры громкоговорителей или двух топлес-мужчин, дерующихся в жёлтых штанах.

## Позиции в хит-парадах
После своего выпуска «Deja Vu» добилась коммерческого успеха в Европе. В родном чарте Nielsen Music Control песня достигла пика на шестой позиции в сентябре 2009 года, а затем вошла в десятку лучших в различных странах. В то время как запись достигла пика на второй позиции в Греции, она заняла четвертую позицию в Содружестве Независимых Государств, а во Франции она стала третьим синглом Инны, попавшим в десятку лучших, заняв шестую позицию. Кроме того, в испанском чарте PROMUSICAE «Deja Vu» дебютировала на 31-й позиции 2 мая 2010 года и поднялась на 15-ю позицию 15 августа 2010 года, продержавшись 26 недель подряд. Песня достигла 60-й позиции в UK Singles Chart. В Австрии «Deja Vu» дебютировала на 25 месте, став самым высоким дебютом Инны в чарте и её первым попаданием в топ-40. Сингл вошёл в десятку лучших в Нидерландах, он был сертифицирован как золотой Нидерландской ассоциацией производителей и импортёров носителей изображения и звука (NVPI) за продажу более 10 000 копий в стране.

## Список композиций
- Official versions and remixes[A]

1. «Déjà Vu (Radio Edit)» – 3:27
2. «Déjà Vu (Play & Win Radio Edit Version)» – 4:24
3. «Déjà Vu (UK Radio Edit Version)» – 2:33
4. «Déjà Vu (Wideboys Stadium Radio Edit)» - 3:19
5. «Déjà Vu (Wideboys Stadium Club Remix)» - 5:58
6. «Déjà Vu (Wideboys Stadium Dub Remix)» - 5:59
7. «Déjà Vu (N-Force Radio Edit)» – 3:02
8. «Déjà Vu (N-Force Mix)» – 5:27

## Хит-парады

### Недельные хит-парады
| Хит-парад (2009–11)                  | Высшая позиция |
| ------------------------------------ | -------------- |
| Австрия (Ö3 Austria Top 40)          | 25             |
| СНГ (Tophit)                         | 4              |
| Бельгия/Фландрия (Ultratop 50)       | 15             |
| Бельгия/Валлония (Ultratop 50)       | 10             |
| Чехия (Rádio — Top 100)              | 16             |
| European Hot 100 Singles (Billboard) | 23             |
| Франция (SNEP)                       | 6              |
| Greece Digital Songs (Billboard)     | 2              |
| Венгрия (Dance Top 40)               | 12             |
| Нидерланды (Dutch Top 40)            | 7              |
| Нидерланды (Single Top 100)          | 9              |
| Польша (Dance Top 50)                | 24             |
| Румыния (Nielsen Music Control)      | 6              |
| Russia Airplay (TopHit)              | 6              |
| Словакия (Rádio — Top 100)           | 72             |
| Испания (PROMUSICAE)                 | 15             |
| Швейцария (Schweizer Hitparade)      | 27             |
| Великобритания (OCC UK Singles)      | 60             |
| Великобритания (OCC UK Dance)        | 8              |

### Хит-парады на конец года
| Хит-парад (2009)                     | Позиция |
| ------------------------------------ | ------- |
| СНГ (TopHit)                         | 76      |
| Венгрия (Dance Top 40)               | 41      |
| Russia Airplay (TopHit)              | 109     |
| Хит-парад (2010)                     | Позиция |
| Бельгия (Ultratop 50 Flanders)       | 75      |
| Бельгия (Ultratop 50 Wallonia)       | 41      |
| European Hot 100 Singles (Billboard) | 100     |
| Франция (SNEP)                       | 99      |
| France Airplay (SNEP)                | 72      |
| Нидерланды (Dutch Top 40)            | 39      |
| Russia Airplay (TopHit)              | 188     |

## Сертификация
| Регион                                                      | Сертификация | Продажи |
| ----------------------------------------------------------- | ------------ | ------- |
| Нидерланды (NVPI)                                           | Золотой      | 10 000^ |
| ^ Данные о тиражах приведены только на основе сертификации. |              |         |

## Даты выхода
| Страна         | Дата           | Формат               | Лейбл              |
| -------------- | -------------- | -------------------- | ------------------ |
| Румыния        | Июнь 2009      | Неизвестно           | Неизвестно         |
| Нидерланды     | 11 ноября 2009 | Цифровая дистрибуция | Spinnin’           |
| Нидерланды     | N/A 2009       | CD-сингл             | Spinnin’           |
| Франция        | 1 января 2010  | Цифровая дистрибуция | Roton              |
| Франция        | N/A 2010       | CD-сингл             | Airplay/ Universal |
| Германия       | 1 января 2010  | EP                   | B1/ Universal      |
| Испания        | 13 апреля 2010 | Цифровая дистрибуция | Vale               |
| Италия         | 27 апреля 2010 | Цифровая дистрибуция | Roton              |
| Великобритания | 14 ноября 2010 | Промо CD             | 3 Beat             |